# Walafrida paniculata
Walafrida paniculata là một loài thực vật có hoa trong họ Huyền sâm. Loài này được (Thunb.) Rolfe miêu tả khoa học đầu tiên năm 1901.